# 1989 TY2
1989 TY2 är en asteroid i huvudbältet som upptäcktes den 7 oktober 1989 av den belgiske astronomen Eric W. Elst vid La Silla-observatoriet.